# Inhibiteur de la polymérase NS5B
Les inhibiteurs de la polymérase NS5B sont des médicaments utilisés dans le traitement de l'hépatite C. Ils inhibent la polymérase du VHC. Ces médicaments sont disponibles à partir de 2014. On distingue les analogues nucléosidiques ou nucléotidiques comme le sofosbuvir, le bemnifosbuvir ou la méricitabine, et les inhibiteurs non analogues comme le dasabuvir, le lomibuvir, le sétrobuvir ou le déléobuvir.

## Référence
- Daniel Dhumeaux, Prise en charge des personnes infectées par les virus de l'hépatite B ou de l'hépatite C, rapport de recommandations 2014, 2014,  (ISBN 978-2-7598-1250-9) (lire en ligne), chapitre 9, « Conséquences cliniques et traitement de l'infection par le virus de l'hépatite C », partie « Traitement de l'hépatite chronique C », page 205
- Oliiver Chazouillères, Patrick Hillon, Recommandations AFEF sur la prise en charge des hépatites virales C, 2015 (lire en ligne), section 6, « Médicaments de l'hépatite C », page 20